# 蘇育萱
蘇 育萱 (そ いくけん、ウェード式:Su Yu-hsuan、2001年2月21日 -）は台湾(中華民国)屏東県出身のサッカー選手で、ポジションはフォワード。台湾(中華台北)女子代表。

## 経歴
台中ブルーホエールWFC所属時に、木蘭リーグで11ゴール6アシストを記録しリーグ3連覇に貢献、2020年に19歳になると岡山湯郷Belleへ正式に移籍したが、翌年に昨季在籍していた台中ブルーホエールへ復帰した。

## 脚註
1. ↑  蘇育萱 - Soccerwayによる個人成績。2020年5月28日閲覧。
2. ↑  李弘斌／中國時報. “蘇育萱張愫心奔日 一圓旅外夢”. 2018年8月8日閲覧。
3. ↑  『トップ【蘇 育萱選手 移籍加入のお知らせ】』（プレスリリース）岡山湯郷Belle、2020年2月21日。2018年8月8日閲覧。
4. ↑  『トップ【蘇 育萱選手 移籍のお知らせ】』（プレスリリース）岡山湯郷Belle、2020年2月21日。2020年3月5日閲覧。